# Саша Живец
Александър Живец (на словенски език – Aleksander Živec, познат най-вече като Саша Живец – Saša Živec), е словенски футболист, крило, нападател, състезател на ПФК ЦСКА (София).
Роден е на 2 април 1991 г., в град Айдовшчина, Словения. Започва като юноша в отбора на местния Приорие, като в кратък период от време е и в отбора на Горица. Прави дебют в първия състав на Приморие на 16 юли 2010 г.
На 29 август 2010 г. вкарва първия си гол в официален мач за Приморие, при домакинската победа с 5 – 1 над Олимпия (Любляна).
През сезон 2010/11 той изиграва 31 мача в словенската PrvaLiga, записвайки седем асистенции и два гола. Въпреки приноса му, отбора на Приморие завършва последен и изпада във втора лига.
На 14 юни 2011 г., Живец се присъединява към българския гранд ЦСКА (София), подписвайки тригодишен договор срещу неназована трансферна сума.
На 16 юли същата година той вкара първия си гол за ЦСКА в приятелски мач срещу полският тим Краковия (Краков). Своя официален дебют за клуба прави на 30 юли същата година, като влиза като резерва при победата с 3:1 в мача за Суперкупата на България срещу ПФК Литекс (Ловеч).